# Laura Basuki
Laura Basuki (Berlino, 9 gennaio 1988) è un'attrice e modella indonesiana.

## Carriera
Nata da padre sino-indonesiano e madre vietnamita, Laura Basuki intendeva inizialmente studiare medicina, ma sotto pressione della madre diventa una modella, iniziando presso la OQ Modeling School nel 2005. Dopo diverse campagne pubblicitarie, come Coca Cola, le viene affidato il suo primo ruolo in Gara-Gara Bola (2008), grazie al quale viene premiata all'Indonesian Movie Awards.
Successivamente recita nell'acclamato 3 Hati Dua Dunia Satu Cinta (2010), grazie al quale vince il premio Citra dell'Indonesian Film Festival quale miglior attrice. Tornerà a vincere questo premio dieci anni dopo per il biopic Susi Susanti: Love All (2019) sulla giocatrice di badminton Susi Susanti.
Nel 2022 recita in Before, Now & Then di Kamila Andini, presentato al Festival di Berlino, e viene premiata dalla giuria con l'Orso d'argento per la miglior interpretazione da non protagonista.

## Vita privata
È sposata con l'uomo d'affari Leo Sanjaya dal 2011; la coppia ha un figlio, Owen.

## Filmografia parziale
- Gara-Gara Bola (2008), di  Khalid Kashogi e Agasyah Karim
- 3 Hati Dua Dunia Satu Cinta (2010), di Benni Setiawan
- Republik Twitter (2012), di Kuntz Agus
- Haji Backpacker (2014), di Danial Rifki
- Susi Susanti: Love All (2019), di Sim F.
- Before, Now & Then (2022), di Kamila Andini
- 24 Hours with Gaspar (2023), di Yosep Anggi Noen